# Chavicin
Chavicin är en möjligen stickande alkaloid som finns i svartpeppar och andra arter av släktet Piper. Det är en av de fyra geometriska isomererna av piperin.
I ljus, speciellt ultraviolett ljus, bildas chavicin från dess isomer piperin. Dess smak har rapporterats som smaklös Chavicine återisomeriseras också tillbaka till piperin.